# Anadara emarginata
Anadara emarginata is een tweekleppigensoort uit de familie van de Arcidae. De wetenschappelijke naam van de soort is voor het eerst geldig gepubliceerd in 1833 door G.B. Sowerby I.